# Gigantes de la Ciudad

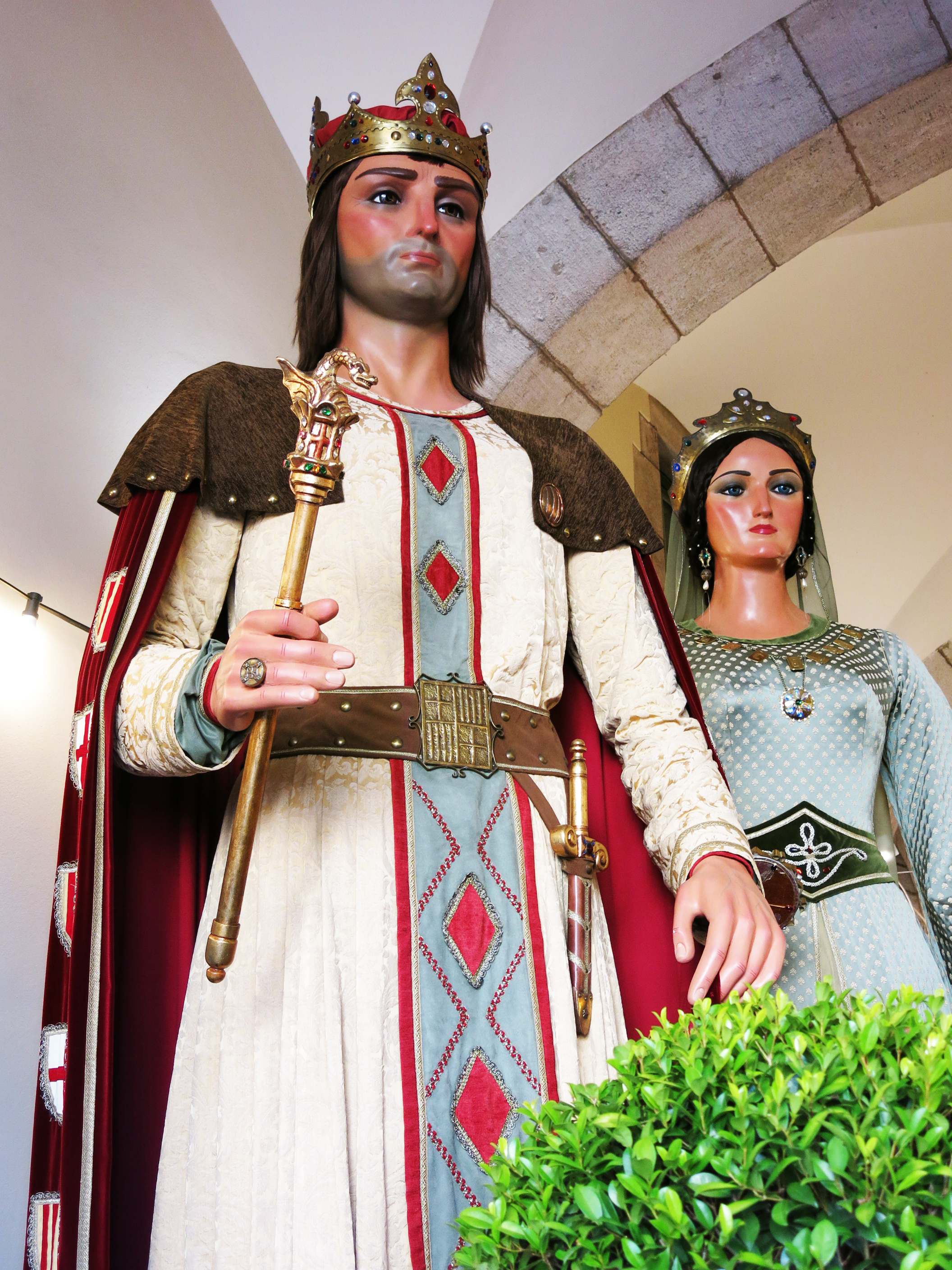
Los gigantes de la Ciudad, Jaime I y Violante de Hungría.

Los gigantes de la Ciudad son la pareja de gigantes municipales de la ciudad de Barcelona. Propiedad del Ayuntamiento de Barcelona, su gestión está delegada en la Coordinadora de Geganters de Barcelona. 

## Historia
El origen de los gigantes en Barcelona, como el resto entremeses festivos (cabezudos, enanos, bestiario, etc.), se encuentra en las figuras con carcasa de madera o cartón utilizadas en representaciones de episodios bíblicos y apologéticos de las vidas de santos en las procesiones de Corpus Christi de la ciudad. En este sentido, la referencia más antigua aparece en el Libro de las Solemnidades, donde consta una representación de «Lo rey David ab lo giguant» en la procesión del Corpus de 1424. Este Goliat, había sido pagado por el municipio, por lo que se le considera el primer gigante de la Ciudad. Una representación alegórica en la procesión del Espíritu Santo en la villa de Allenger (norte de Lisboa), del año 1263, parece ser la crónica más antigua que se conoce del uso de este tipo de imágenes de gigantes. La primera referencia a una acompañante femenina en Barcelona aparece en el Dietario del Consejo de la Ciudad de 1528.
A lo largo de la historia, diferentes parejas y figuras han paseado por las calles de Barcelona como gigantes de la Ciudad. Las raíces de la pareja actual se remontan a 1929. Con vistas a la Exposición Internacional de ese año, el ayuntamiento de Barcelona decidió renovar la pareja de gigantes municipales. Las nuevas figuras fueron construidas por Joaquim Renart, según un diseño de Francesc Labarta. Esta pareja fue restaurada en 1961 por Manel Casserras Boix y en 1972 por Domingo Umbert. Él mismo realizó réplicas de la efigies en 1985. En 1991 Casserras Boix realizó unas nuevas copias en material más ligero, que se estrenaron en el Corpus de 1992.
En 1999, con vistas al cambio de milenio, el ayuntamiento organizó un concurso para renovar los gigantes. La propuesta ganadora, de Yolanda Saura, presentaba un vestuario contemporáneo, con referentes a la Barcelona modernista. Las esculturas también se hicieron de nuevo, por Jordi Grau del taller El Drac Petit de Terrassa, copiando con moldes las efigies que en 1985 había hecho Domingo Umbert.
Estos nuevos gigantes de la Ciudad resultaron muy controvertidos, ya que su aspecto se alejaba mucho de lo se consideraba el arquetipo clásico de gigante. Finalmente, en 2005 las figuras de 1999 se retiraron y se recuperaron las de 1991, de estética más tradicional. Se encargó su rehabilitación y atavío a Manel Casserras Soler, que trabajó sobre la obra que en 1991 había hecho su padre, Manel Casserras Boix. El resultado se presentó públicamente durante la Diada de San Jorge de 2006.